# الیوت کرسون
الیوت کرسون (انگلیسی: Elliott Cresson؛ ۲ مارس ۱۷۹۶ – ۲۰ فوریه ۱۸۵۴) بازرگان، انسان‌دوستی اهل ایالات متحده آمریکا بود.